# لوسیا گاروتا
لوسیا گاروتا (انگلیسی: Lūcija Garūta; ۱۴ مهٔ ۱۹۰۲ – ۱۵ فوریهٔ ۱۹۷۷ یک پیانیست، شاعر و آهنگساز اهل لتونی بود. او بیشتر به خاطر ساخت کانتات خدایا، سرزمینت می‌سوزد! در سال ۱۹۴۳ شناخته می‌شود.

## زندگی و حرفه
لوسیا گاروتا در ریگا (در آن زمان بخشی از امپراتوری روسیه) در خانواده‌ای حسابدار به دنیا آمد. او از سال ۱۹۱۹ تا ۱۹۲۵ در هنرستان موسیقی لتونی نزد استاد یازه‌پس ویتولس در رشته پیانو و همچنین افرادی چون یانیس مدینش، Jēkabs Mediņš و Jēkabs Kārkliņš تحصیل کرد. در دوران تحصیل، او پیانیست همراه (répétiteur) در اپرای ملی لتونی بود.

## جوایز
وی همچنین برندهٔ جوایزی همچون مدال کارگر ممتاز شده است.